# Rio San Girolamo
Rio San Girolamo o Rio San Gerolamo è un centro residenziale, frazione del comune di Capoterra.
Il 22 ottobre del 2008 la parte bassa del centro venne colpita da un'alluvione che complessivamente, tra Poggio dei Pini e Su Loi, causò la morte di 5 persone,le piogge iniziarono verso le 6 del mattino, l'intensità fu tale che dopo poche ore la piena del rio S.Girolamo travolse case, auto e animali e scavalcò il ponte che unisce i vari settori del rione, i danni alle abitazioni furono ingenti.
Il centro abitato, localizzato tra Poggio dei  Pini, Su Loi e Frutti D'Oro, è attraversato dal rio San Girolamo, che costeggia il centro abitato, e dal rio Masoni Ollastu. Recentemente è stato approvato un piano di messa in sicurezza della zona da parte della Regione Sardegna che interesserà la zona vicina al fiume, in particolare allargandone l'alveo, costruendo degli argini, modificando l'accesso dalla s.s.195 e delocalizzando alcuni edifici e abitazioni.
Prima dell'alluvione, di fianco al fiume, vi era una scuola materna, ora demolita poiché ritenuta ad alto rischio ed edificata in un'area interessata dai lavori di allargamento della'alveo del Rio S.Girolamo, la nuova scuola materna è stata costruita nella parte alta del villaggio. Recentemente è stato realizzato un centro sportivo dotato di campi per tennis, padel, calcetto. Ora a Rio San Girolamo è presente un piccolo parco giochi, una scuola materna comunale, un salone multifunzione utilizzato come luogo di culto, teatro e riunioni,  sono attivi alcuni B&B.